# Pachynocera peticlata
Pachynocera peticlata är en tvåvingeart som beskrevs av Townsend 1919. Pachynocera peticlata ingår i släktet Pachynocera och familjen parasitflugor.
Artens utbredningsområde är Peru. Inga underarter finns listade i Catalogue of Life.